# آنا هامرشنگ ادین
آنا هامرشنگ ادین (انگلیسی: Anja Hammerseng-Edin؛ زادهٔ ۵ فوریهٔ ۱۹۸۳) بازیکن هندبال اهل نروژ است.